# Guerra dos preços do petróleo entre Rússia e Arábia Saudita em 2020

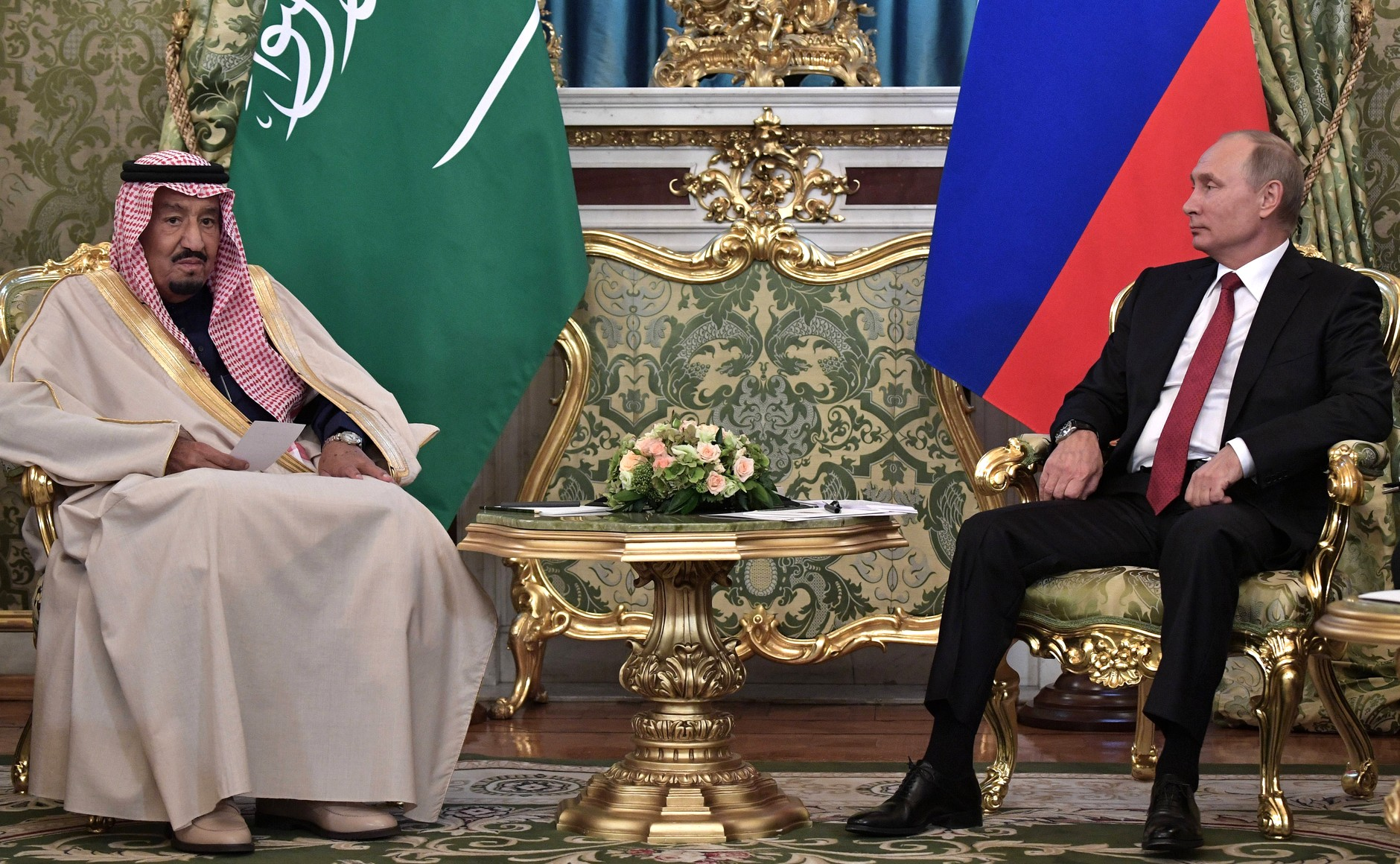
O presidente russo, Vladimir Putin, e o rei da Arábia Saudita, Salman, no Kremlin, 2017.

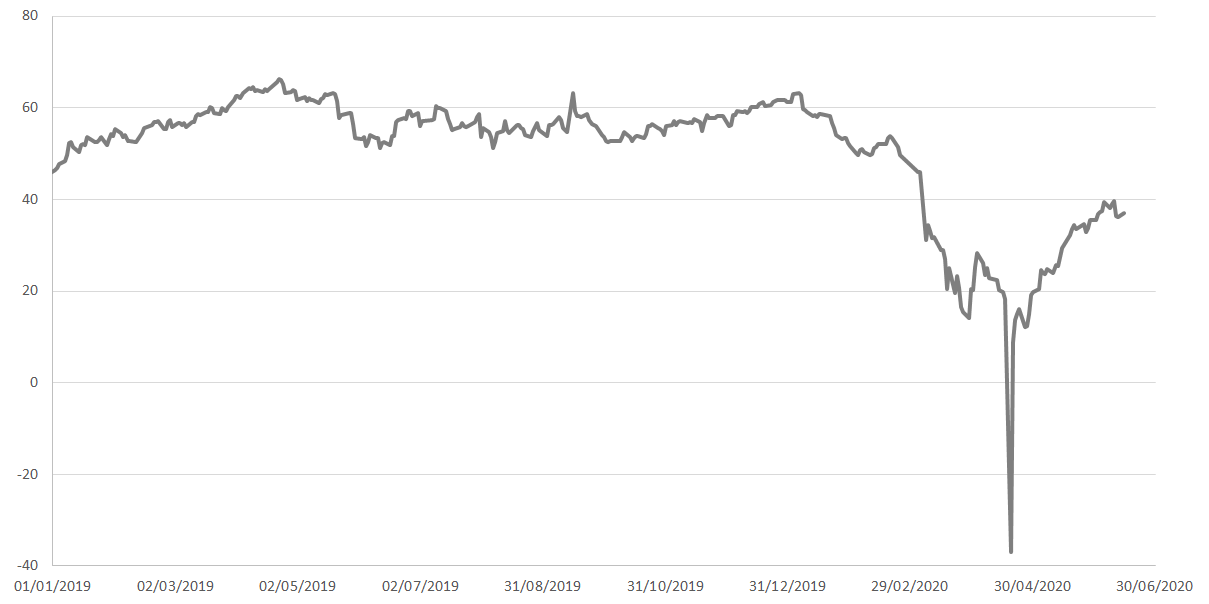
Movimentação do preço do WTI a partir de 2019. Em 20 de abril de 2020, os preços caíram abaixo de zero pela primeira vez.

A Guerra dos preços do petróleo entre Rússia e Arábia Saudita em 2020 iniciou-se em 8 de março, facilitando uma queda trimestral de 65 por cento no preço do petróleo. Durante algumas semanas, os preços do petróleo nos Estados Unidos caíram 34 por cento, o petróleo caiu 26 por cento e o petróleo brent caiu 24 por cento. A guerra de preços foi desencadeada por uma ruptura no diálogo entre a Organização dos Países Exportadores de Petróleo (OPEP) e a Rússia sobre os cortes de produção de petróleo propostos em meio à pandemia de COVID-19. Isso levou a Rússia a abandonar o acordo, levando à queda da aliança OPEP+. Os preços do petróleo já haviam caído 30 por cento desde o início do ano devido a uma queda na demanda. A guerra de preços é uma das principais causas do colapso global do mercado de ações em 2020.

## Impacto

Preços do petróleo por barril necessários para os países da OPEP equilibrarem seus orçamentos (em dólares americanos).

A receita do petróleo é uma receita governamental significativa para vários países produtores de petróleo. O baixo preço do petróleo pressionou as finanças de algumas destas nações.

### Arábia Saudita
A Saudi Aramco anunciou um corte nas despesas de capital de 35 a 40 bilhões de dólares planejados para 25 a 30 bilhões de dólares. O governo também aumentou seu teto da dívida de 30 para 50 por cento do Produto Interno Bruto (PIB), devido aos preços do petróleo e ao impacto da pandemia, e planejava reduzir seus gastos em 5 por cento, pois seu déficit orçamentário aumentaria.

### Rússia
O governo russo previu inicialmente que geraria um superávit de 930 bilhões de rublos (11,4 bilhões de dólares) em 2020, mas após o início da guerra de preços afirmou que esperava ter um déficit. O rublo caiu mais de 30 por cento entre o início de 2020 e 18 de março.

### Mercados de ações
Antes da abertura do dia 9 de março, o mercado futuro do Dow Jones Industrial Average caiu mais de 1.300 pontos e suspendeu as negociações devido a uma combinação de preocupações com o novo coronavírus e a guerra de preços do petróleo. Em 9 de março de 2020, os mercados de ações sofreram quedas de pontos importantes em todo o mundo devido a uma combinação de pânico com a pandemia de COVID-19 e a guerra de preços entre a Arábia Saudita e a Rússia. O Dow Jones caiu mais de 2.000 pontos, ou 7,8 por cento, superando a previsão do mercado futuro e se tornando a maior queda de pontos em sua história. Outros mercados de ações foram afetados de maneira semelhante, com o S&P 500 contraindo 7,6 por cento e o NASDAQ Composite teve uma contração de 7,2 por cento. O FTSE MIB da Itália sofreu a maior queda percentual, com o índice caindo 11 por cento. Nos Estados Unidos, as quedas acionaram os circuit breakers para evitar volatilidade excessiva no mercado de ações com situações atípicas, levando às pausas de quinze minutos nas negociações.